# Neoscona nautica
Neoscona nautica är en spindelart som först beskrevs av Ludwig Carl Christian Koch 1875.  Neoscona nautica ingår i släktet Neoscona och familjen hjulspindlar. Inga underarter finns listade i Catalogue of Life.